# Tererè

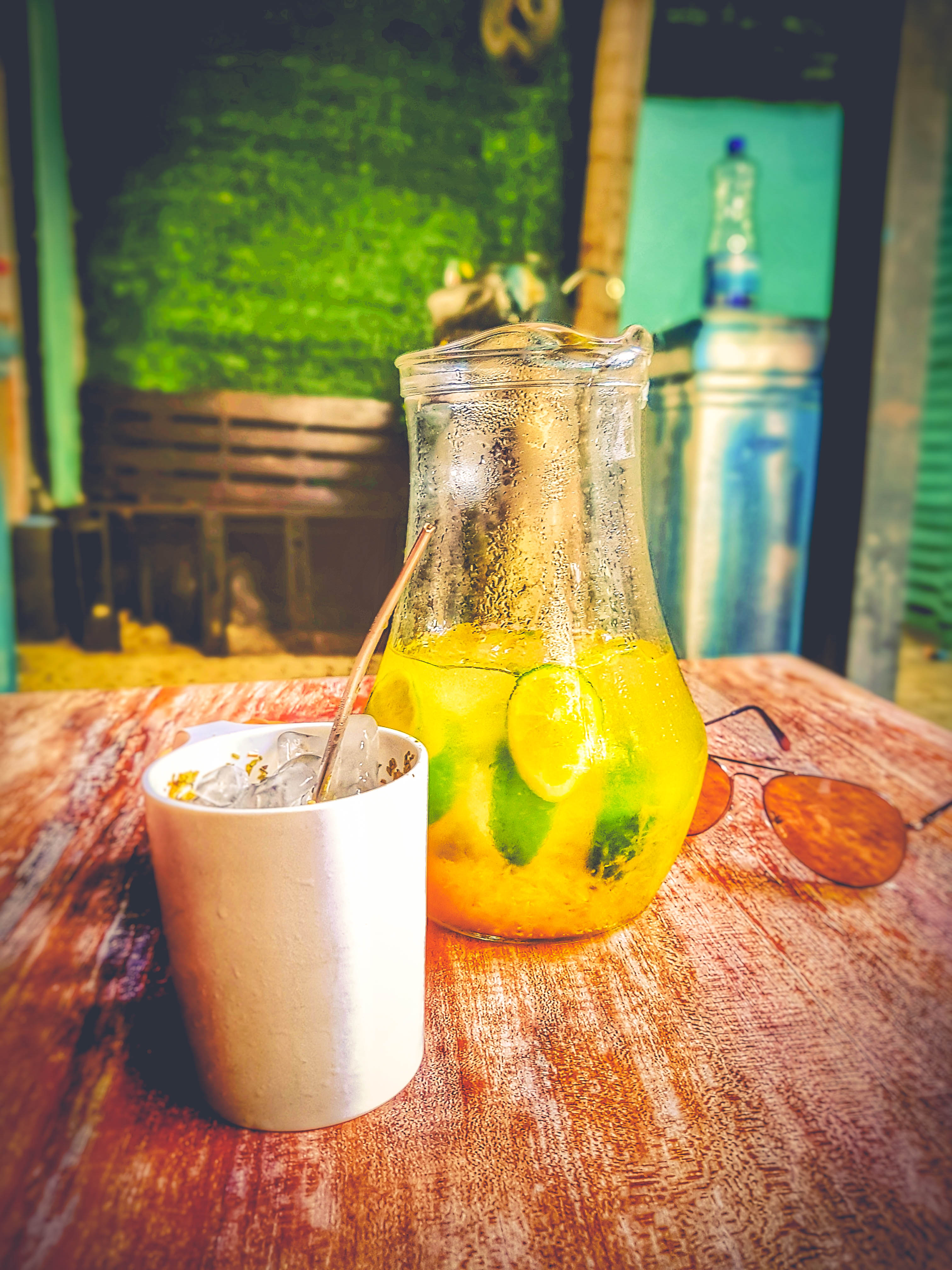
Tererè con succo di limone

Il tererè (in guaranì terere; in spagnolo tereré) è una bevanda a base di foglie d'erba mate (Ilex paraguariensis) e acqua con molto ghiaccio, a cui si aggiunge solitamente pohã ñana (‘erbe medicinali’, nella lingua guaranì). È considerata bevanda tradizionale del Paraguay, dichiarato Patrimonio Culturale Immateriale dell'Umanità dall'UNESCO.

## Origine
Questa bevanda ha le sue radici nell'America precolombiana, e si è consolidata come tradizione nella regione guaranitica durante l'epoca delle riduzioni francescane e gesuite, come attestano le cronache dei secoli XVI, XVII e XVIII. Esiste anche una variante a base di succo di frutta, chiamata «tererè di succo» o «tererè russo», che sostituisce l'acqua con un succo di frutta dolce. Il 17 dicembre 2020, l'UNESCO ha dichiarato il tererè Patrimonio Culturale Immateriale dell'Umanità, che comprende la bevanda (tererè) e i suoi metodi di preparazione con erbe medicinali (pohã ñana).
È simile al mate - un infuso anch'esso a base di yerba mate -, ma con la differenza che il tererè viene consumato freddo, specialmente nelle zone più calde del Cono Sud. È tradizionale in Paraguay, dove è considerato un'icona culturale, una situazione simile a quella di tutto il nordest dell'Argentina (provincia di Corrientes, Formosa, Chaco e tutto il Misiones), una regione in cui l'infuso di yerba mate con acqua calda e fredda è consumato fin dall'epoca precolombiana, simile alla cultura paraguaiana per la vicinanza geografica e storica, come indicano le memorie scritte dei gesuiti, e dove è considerato tipico della regione e consumato praticamente tutto l'anno. Negli ultimi decenni è diventato popolare in alcune zone del Brasile meridionale, nell'est e nel sud della Bolivia e in gran parte dell'Argentina (Paesi in cui il tererè di succo è altrettanto popolare, anche più del tererè d'acqua).
Il tererè è stato dichiarato bevanda ufficiale del Paraguay e Patrimonio Culturale della Nazione. Ogni ultimo sabato di febbraio si celebra la «Giornata nazionale del Tererè». Con la Risoluzione 219/2019, la Segreteria Nazionale della Cultura ha dichiarato le Pratiche e le Conoscenze Tradizionali del Tererè nella cultura della Pohã Ñana, bevanda ancestrale Guaranì in Paraguay, come Patrimonio Culturale Immateriale Nazionale. D'altra parte, la città di Itakyry è la sede permanente del «Festival del Tererè» dal 1998.

## Etimologia
L'interpretazione più frequente suggerisce che «tererè» sia una parola di origine guaranì (terere), e che sia onomatopeica, legata agli ultimi tre sorsi che si fanno quando si sorseggia questa bevanda.